# Сейду, Мишель
Мишель Сейду (фр. Michel Seydoux; родился 11 сентября 1947 года) — французский кинопродюсер и бизнесмен, внук крупного промышленника Марселя Шлюмберже, брат бизнесмена Жерома Сейду и видного общественного деятеля Николя Сейду, а также двоюродный дед французской актрисы Леа Сейду.

## Биография
Родился в семье геофизика Рене Сейду, генерального секретаря Института политических исследований и президента нефтесервисной компании Schlumberger, и Женевьевы Шлюмберже, дочери  Марселя Шлюмберже, сооснователя компании Schlumberger.
Учился в École alsacienne. Карьеру начал с должности помощника президента Центральной организация лагерей и молодежных туристических баз (фр. Organisation centrale des camps et activités de jeunesse). В 1971 году основал продюсерскую компанию Camera One. С 1992 по 1998 год занимал пост президента Air Littoral. Входит в администрацию киностудии Gaumont и наблюдательный совет киностудии Pathé.
Совместно с Пьером Ганьер владеет рестораном Gaya rive gauche в VII округе Парижа.
В 1999 году вошёл в совет директоров футбольного клуба «Олимпик Лион». С 2001 года являлся акционером, а с 2002 по 2016 годы — владельцем футбольного клуба «Лилль».
Награждён Орденом Искусств и литературы.

## Фильмография
- 1975 — Лили, полюби меня / Lily aime-moi
- 1977 — Тень замков / L'Ombre des châteaux
- 1979 — Дон Жуан / Don Giovanni
- 1987 — Влюблённый мужчина / Un homme amoureux
- 1990 — Сирано де Бержерак / Cyrano de Bergerac
- 1991 — Книги Просперо / Prospero's Books
- 1991 — Урга — территория любви
- 1993 — Ядовитое дело / Toxic Affair
- 1993 — Курить/Не курить / Smoking / No Smoking
- 1993 — Анна: от 6 до 18
- 1994 — Утомлённые солнцем
- 1996 — Время действовать / Passage à l'acte
- 1997 — Известные старые песни / On connaît la chanson
- 1998 — Сибирский цирюльник
- 2002 — Рене / René
- 2005 — Кинематографист / Le Filmeur
- 2006 — Честолюбцы / Les Ambitieux
- 2009 — Ирен / Irène
- 2009 — Влечение / Partir
- 2011 — Отец / Pater
- 2013 — Танец реальности / La Danza de la Realidad
- 2013 — «Дюна» Ходоровского / Jodorowsky's Dune
- 2014 — Рай / Le Paradis
- 2015 — Караваджо / Le Caravage
- 2015 — Вкус чудес / Le Goût des merveilles